# 善愷訴訟事件
善愷訴訟事件（ぜんがいそしょうじけん）とは、承和12年（845年）に法隆寺の僧侶・善愷が、同寺の壇越である少納言登美直名を告訴した事件。翌承和13年（846年）に入り、事件の訴訟そのものの是非を巡って朝廷内において問題となり、弁官伴善男によって告発された当時の同僚の弁官5人全員が弾劾を受けて処罰された。

## 発端
この頃、法隆寺は有力檀越で来目皇子（聖徳太子の弟）の子孫である登美真人氏の保護下にあった。だが、9世紀に入ると登美氏が法隆寺の財物や奴婢を自己の私物のようにみなして、時にはこれを売却して自己の収入として扱うようになった。特に登美氏の中心的存在であった登美直名は朝廷に出仕して中央において事務官人として出世を遂げると、その傾向に拍車がかかるようになった。
これに憤慨した善愷は太政官弁官局に対して直名を寺財の不当売却とその利益押領の廉で告訴したのである。当時いた6名の弁官のうち、左大弁正躬王・右大弁和気真綱・左中弁伴成益・右中弁藤原豊嗣・左少弁藤原岳雄の5名は審理を行い、直名に遠流の判決を下した。この判決が下された正確な日付は不明であるが、承和13年に入ると新年の除目を皮切りに5名の弁官はそれぞれ異動によって弁官から離れているため、判決自体は5名が揃っていた前年の承和12年のうちに出されたと見られている。

## 弾劾
ところが、残り1名の弁官である右少弁伴善男は、審議に参加せずに次の5点を問題とした。
- 僧侶である善愷が一時的に俗形の姿を取らずに訴訟を提起したのは、僧尼令（有私事条）違反である。
- 善愷が提訴したときに一時的に拘束したのは不当であること。
- 審理の際、弁官が有罪が決まっていない直名を「奸賊之臣」「貪戻之子」と罵倒したこと（直名に対して偏見をもって審理を行ったこと）。
- 善愷の訴状が僧綱・治部省を経由せずに弁官が直接受理したのは手続違反である。
- 訴状に直名が行為を行ったとされる明確な日時記載がないのは闘訟律（告人罪条）違反である。

以上の点を指摘して判決無効と5人の弁官の違法行為を指摘した。だが、これらは当時の朝廷の事務慣例において、弁官の訴訟受理は当然のように行われており、また僧尼令の当該条文は制定こそ行われたものの、日本の当時の風習に馴染まずに実際には行われていなかったものであった。このため、承和13年に入ると善男は左大史伴良田宗とともにこれを律令に対する違法行為で5弁官は善愷のために「私曲」して直名を無理やり有罪にしたとして、弾劾したのである。
弾劾を受理した朝廷は弁官に対する審議を開始して明法博士らに明法勘文の提出を命じる官宣旨を下した。当時、明法道の権威とされた明法博士兼勘解由次官兼大判事讃岐永直は当初弁官の行為を無罪としたが、後に明法博士御輔長道・勘解由主典兼左大史川枯勝成とともに5弁官を「公罪」（公務上の失錯）として贖銅50斤の処分を下すべきとした。これに対して5名を訴えた善男と宗はこれは「私罪」（公務に無関係な犯罪）であると反論して解官の上贖銅10斤を課すように求めた。更に弾正大疏漢部松長は、審理での実際の分担より伴成益・藤原岳雄を「公罪」、他を「私罪」とした。そのため、太政官内部でも5弁官の行動は公罪か私罪か、更に私罪であれば私曲があったのかと言う点（「私曲相須」）で議論が紛糾した。この間の9月27日に弾劾されていた前左大弁である参議和気真綱が没している。これは弾劾に対する憤死と伝えられる。
ところが、訴訟当時は弁官の地位にはおらず弾劾当事者ではない権左中弁小野篁（承和13年5月23日任命）が「私曲を犯していなくても、元々弁官に権限が無い裁判を行った以上、公務ではなく私罪である」とする善男の主張に同意して善男・宗が主導して作成した草案に印したために、太政官もこれを了承する流れとなり、承和13年11月14日には5名全員の弾劾を認め、先に死去した和気真綱以外の4名を解官の上贖銅10斤を課す太政官符が刑部省に下され、誤った明法勘文を作成したとして讃岐永直・御輔長道・川枯勝成の3名も解任された。訴訟を起こした善愷も讃岐永直や伴善男の主張通り笞罪40の処分を受けたと見られているが不明である。更に翌承和14年5月27日（847年）には4人の元弁官の位記が破毀され、嘉祥元年12月25日には死亡したと見られる藤原岳雄以外の3名（正躬王・伴成益・藤原豊嗣）をそれぞれ位階を1等降格した上で再叙している。なお、訴訟そのものが無効となったために登美直名は無罪となったものの、地方官に転任させられたらしく、後に嘉祥2年（849年）には、豊前権守であった直名に謀叛の疑いがかけられている。

## 備考
この事件は聖徳太子ゆかりの登美氏の氏寺として捉えられてきた法隆寺における復興・自立のための運動の延長上にあるとされ、日本仏教史において古代寺院から中世寺院への転換を図る過渡期において発生した事件と考えられている。
また、この事件は承和9年（842年）に起きた承和の変の延長と捉えられ、同事件で行われた藤原良房を中心とする藤原北家による伴氏・橘氏の排斥に対する伴善男の反撃とする見解があり、これは正躬王と和気真綱が承和の変の際の取調を行ったことと絡めて重要視され、これが後の応天門の変に続く布石とする見方が有力ではある。だが、承和の変を他氏排斥よりも皇位継承を巡る政変としての側面を重視する見解に立つと、両氏の伴氏・橘氏の嫡流である伴善男・橘氏公らは承和の変後も順調に出世していることや、承和の変の結果、善男が側近として仕える仁明天皇・藤原順子所生の道康親王（文徳天皇）が立太子されたことで彼もまた出世の機会を得ていることなど、承和の変を巡って善男が藤原良房や正躬王と対立する必要性は低いとされている。更に伴善男・伴良田宗が同じ叩き上げの太政官事務官僚である登美直名に対しての「仲間意識」を有していた可能性も否定できない。
いずれにしても、律令法に通じた伴善男が法と実務の乖離の事実に目をつけ、上位者の大量排斥によって自己の出世をも図るという高度な政治的計算があったと考えられている。以後、善男は仁明・文徳両天皇のもとで順調に昇進していくことになる。
後年、小野篁はこの時の伴善男に同調した判断は誤りであったとして、悔いたと伝わる。